# Done with Mirrors
Done with Mirrors osmi je studijski album američke hard rock skupine Aerosmith koji izlazi u listopadu 1985.g.
Album je značajan po povratku Joea Perryja natrag u sastav. Ovo je također i prvi album kojeg objavljuje diskografska kuća "Geffen Records" i njihov povratnički materijal s kojim su ostvarili očekivani komercijalni uspjeh.
Na popisu pjesama nalazi se skladba "Let the Music Do the Talking", koja je nanovo snimljena, a nalazi se isto imenom Perryjevom prvom solo albumu iz 1980.g.

## Popis pjesama
Sve pjesme napisali su Steven Tyler, Joe Perry, Brad Whitford, Tom Hamilton i Joey Kramer, osim gdje je drugačije naznaćeno.
1. "Let the Music Do the Talking" (Perry) – 3:44
2. "My Fist Your Face" – 4:21
3. "Shame on You" – 3:22
4. "The Reason a Dog" – 4:13
5. "Shela" – 4:25
6. "Gypsy Boots" – 4:16
7. "She's on Fire" – 3:47
8. "The Hop" – 3:45
9. "Darkness" – 3:43

## Osoblje
Aerosmith
- Tom Hamilton - bas-gitara
- Joey Kramer - bubnjevi
- Joe Perry - gitara, prateći vokali
- Steven Tyler - prvi vokal, usna harmonika, pianino
- Brad Whitford - gitara

Ostalo osoblje
- Producent: Ted Templeman
- Projekcija: Jeff Hendrickson
- 1. Asistent projekta: Tom Size
- 2. Asistent projekta: Gary Rindfuss
- 3. Asistent projekta: Stan Katayama
- Analogni mastering projekta: Howie Weinberg
- Digitalni mastering projekta: Ken Caillat
- Koordinator produkcije: Joan Parker
- Instalater programskog prevoditelja #1: Jay Fortune
- Instalater programskog prevoditelja #2: Toby Francis
- Instalater programskog prevoditelja #3: Patrick O'Neil
- Ideja omota albuma: Jeffrey Kent Ayeroff
- Direkcija slike i dizajna: Norman Moore
- Fotografija: Jim Shea

## Top liste

### Album
Billboard (Sjeverna Amerika)
| Godina | Top lista         | Pozicija |
| ------ | ----------------- | -------- |
| 1985.  | The Billboard 200 | #36      |

### Singlovi
Billboard (Sjeverna Amerika)
| Godina | Singl                          | Top lista              | Pozicija |
| ------ | ------------------------------ | ---------------------- | -------- |
| 1985.  | "Let the Music Do the Talking" | Mainstream Rock Tracks | #18      |
| 1985.  | "Shela"                        | Mainstream Rock Tracks | #20      |

## Certifikat
| Organizacija | Naklada | Datum            |
| ------------ | ------- | ---------------- |
| RIAA - SAD   | Zlatni  | 21. srpnja 1993. |

## Vanjske poveznice
- Done With Mirrors